# Пожаров Олександр Володимирович
 Олександр Володимирович Пожаров — український політолог, професор кафедри політології, соціології та гуманітарних наук, керівник напряму підготовки «Політологія» ДУЕП.

## Освіта і наукова та педагогічна діяльність
- Стаж науково-педагогічної роботи — 35 років
- Освіта: 2012 р. — Доктор філософії (PhD) — політична історія.
- 2007 р. — Доцент кафедри історії, політології та права.
- 1996 р. — Кандидат історичних наук — 07.00.02 — Всесвітня історія.
- 1990 р. — Аспірантура Інституту США і Канади АН СРСР (м. Москва), відділ внутрішньої та соціальної політики США.
- 1978 р. — Дніпропетровський державний університет, історичний факультет (диплом з відзнакою).
- Коло наукових інтересів: розвиток партійно-політичних систем у провідних демократичних країнах сучасного світу, проблеми еволюціонування політичних режимів, розвиток політичної ситуації на Близькому та Середньому Сході. Захистив дисертацію на здобуття наукового ступеню «кандидат історичних наук» за темою «Партійно-політична боротьба у США наприкінці 1970-х років та під час передвиборчої кампанії 1980 року».
- Основні навчальні дисципліни: Політологія, Політична теорія конституціоналізму та парламентаризму, Економічна історія, Історія правових та політичних вчень (Історія вчень про державу та право); Конституційне право зарубіжних країн; Виборче право зарубіжних країн.

## Основні публікації
1. Політологія. Конспект лекцій. ДУЕП Дн-ськ, 2008 — 98 с.
2. Экономическаяистория. Конспект лекций. ДУЕП 2007—100 с.
3. Соціологія політики: енциклопедичний словник. — К.: 2009, (11 поз.).
4. Экономические и внутриполитические факторы ближневосточной политики, США: истоки и уроки новейшей истории. // Академічний Огляд № 1 — 2003 с. 118—126.
5. Політичний маркетинг: сутність, функції, проблеми використання: монографія — : Д.: ДУЕП. — 2010. — Розділ 4.4.
6. Інвестиційна теорія вивчення функціонування партійно-політичної системи та електоральних процесів в американський політології// Вісник Харківського національного університету, № 984, серія Питання політології, випуск 19, Харків, 2011, 0,5 др. арк.
7. Політична стратифікація суспільства.- Дніпропетровськ.: Дніпропетровський університет ім. Альфреда Нобеля, 2013.- Розділ 5.

## Суспільно-політична діяльність
Суспільно-професійна діяльність: робота політичним оглядачем та ведучим аналітично-інформаційної телевізійної програми «Територія вибору» ТРК «Співдружність», консультування Дніпропетровської обласної державної адміністрації та обласної ради по колу проблем внутрішньої та соціальної політики, консультування наглядачів Парламентської Асамблеї Ради Європи з питань внутрішньої політики України, консультування політичних партій по широкому колу питань внутрішньої та соціальної політики України, аналітичні публікації у загальнонаціональних мас-медіа з проблем міжнародних відносин та зовнішньої політики.

## Відзнаки
«Відмінник освіти України» МОНУ, грамоти та подяки Дніпропетровської обласної ради, Почесні грамоти Управління науки і освіти Дніпропетровської міської ради, Подяки Дніпропетровського міського голови.